# Ночной горшок

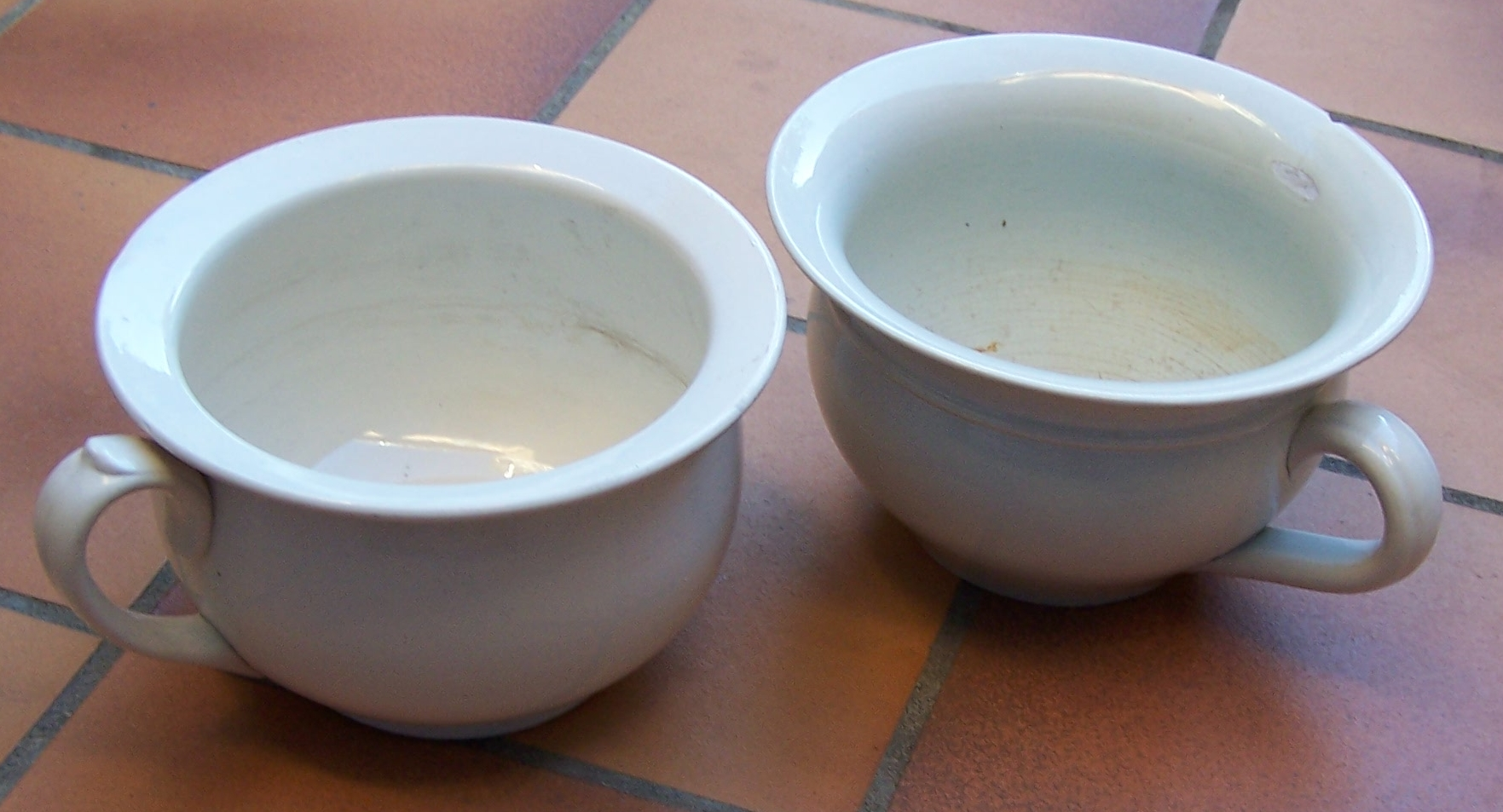

Ночно́й горшо́к или Туале́тный горшо́к (устар. урильник, урыльник, писпод, ночная ваза, также судно) — специальный сосуд, предназначенный для отправления естественных надобностей (мочеиспускания, дефекации). Широко использовался в прошлом, обычно в спальнях, при отсутствии другого вида туалета или временной затруднённости доступа к нему (например, ночью, особенно при внешнем расположении туалета, особенно в холодное время года). До середины XIX века оставался основным ассенизационным средством.
Может изготовляться из эмалированной или нержавеющей стали, керамики, в новейшее время — из пластмассы; как правило, снабжается ручкой и крышкой, раньше делались из чугуна.
В настоящее время горшок используют в основном для маленьких детей, которым не хватает роста и размера попы для удобного и безопасного использования унитаза. Умение пользоваться горшком считается достижением в воспитании ребёнка. Возраст, до которого ребёнок пользуется детским горшком, отличается в каждой семье в зависимости от воспитания и готовности ребёнка. В среднем дети переходят на унитаз в возрасте 3-4 лет, однако этот период может наступить и позже.

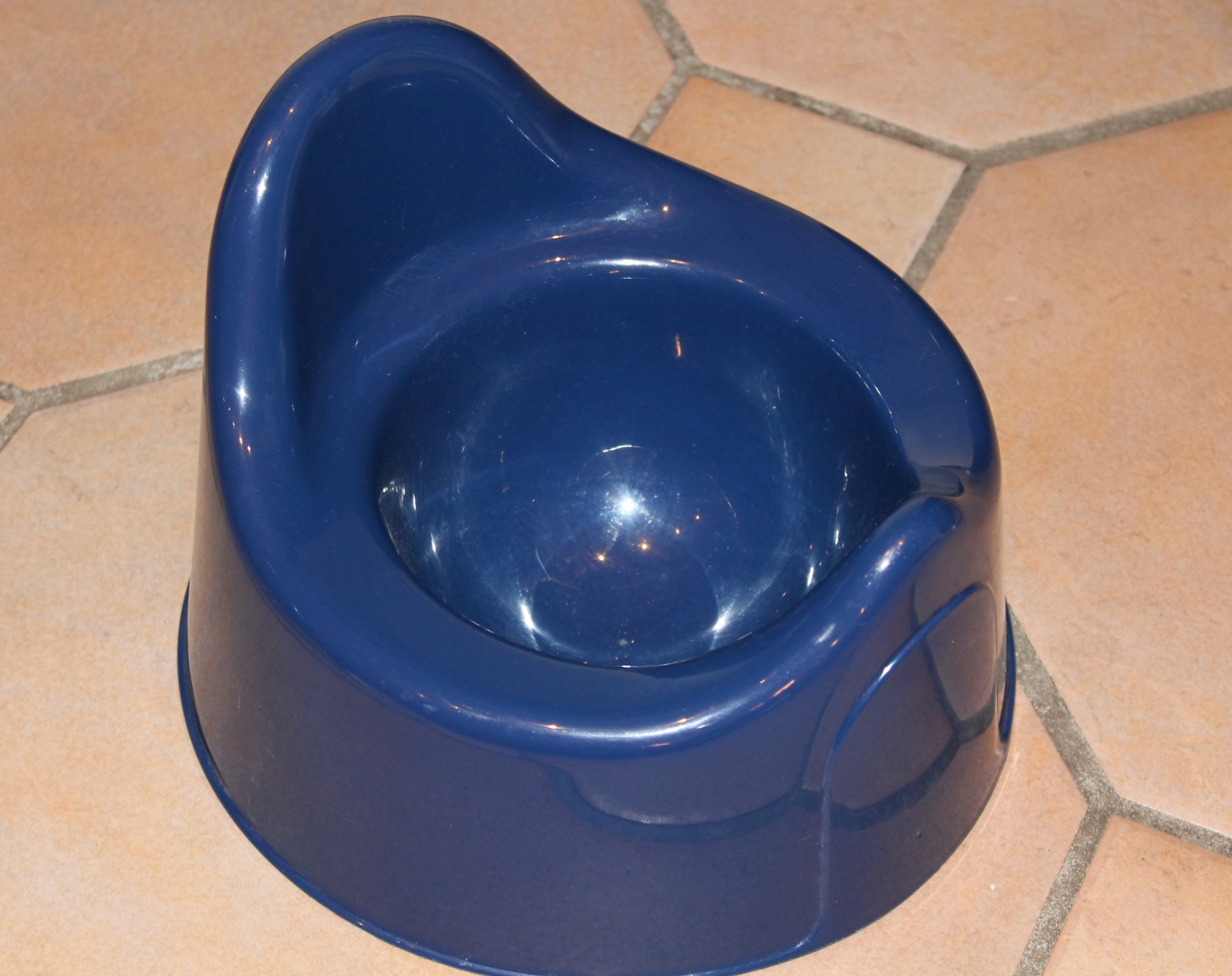
Современный детский горшок

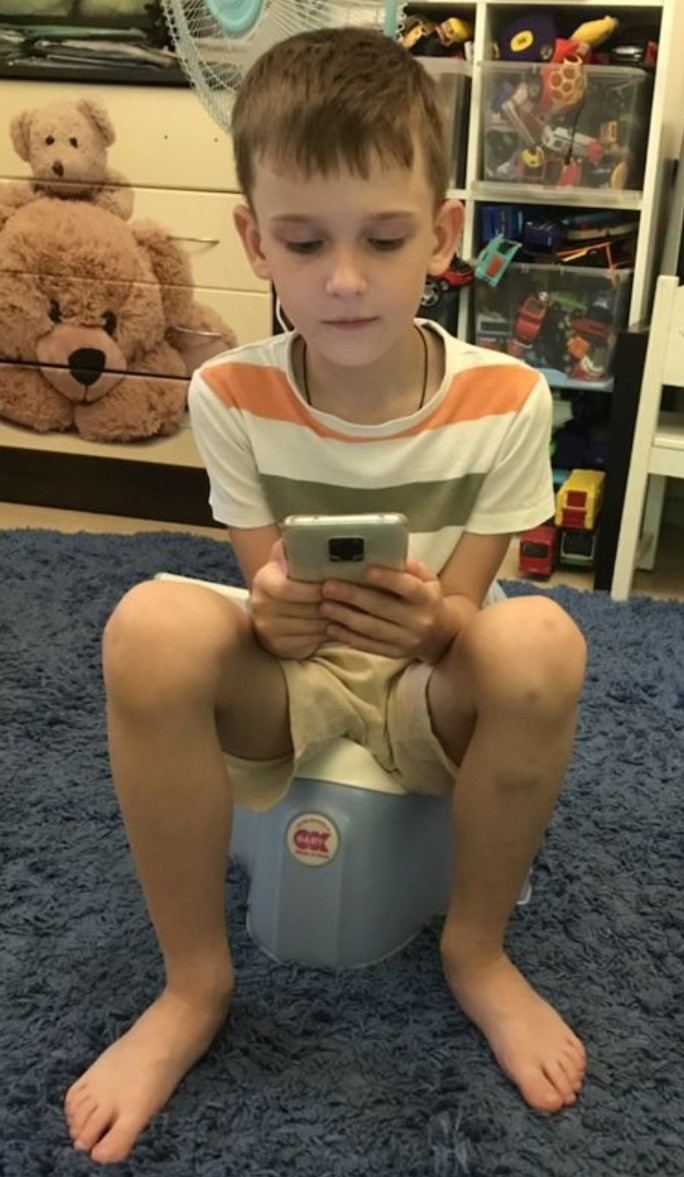
Мальчик на современном детском горшке

## История

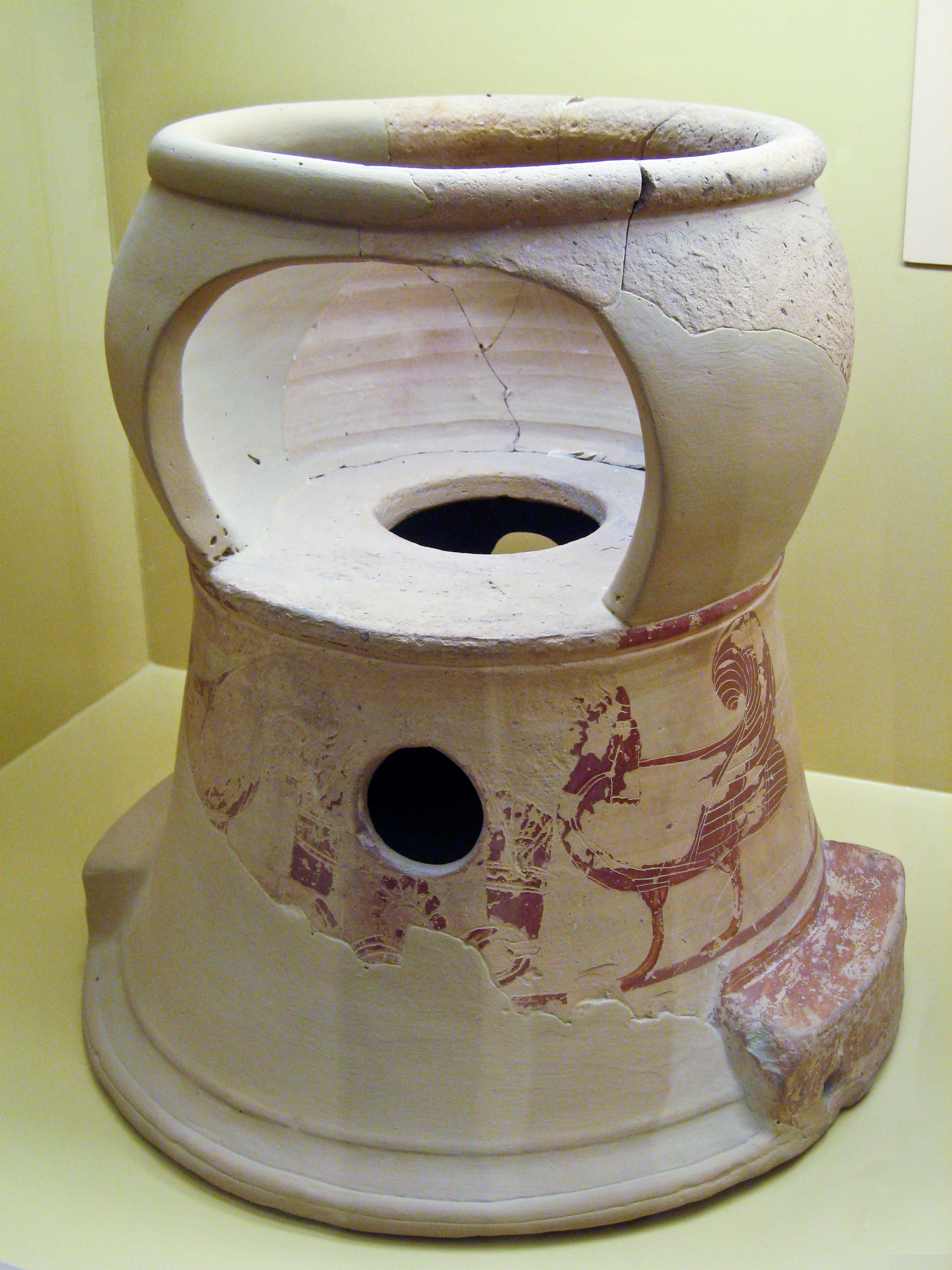
Детский ночной горшок, Греция, VI век до н. э.

Ночные горшки были в ходу в Древней Греции по меньшей мере с VI века до н. э., они упоминаются в произведениях Софокла и Аристофана. Изготовлялись специальные горшки для мужчин, женщин и детей. Самое древнее сохранившееся изображение горшка — роспись на вазе V века до н. э.: ребёнок сидит внутри посудины с высокой спинкой, свесив ноги через специальное отверстие. В ходу были глиняные и медные горшки; про Деметрия Фалерского, бежавшего правителя Афин, рассказывали, что его медные статуи были перечеканены в ночные горшки. В древнем Риме изготовлялись специальные мужские уринальные горшки, которые подвешивались на стену на удобной высоте за специальную петлю. Ночные горшки были обязательной принадлежностью римских постоялых дворов, а их отсутствие давало повод для жалоб постояльцев; в Помпеях зафиксировано граффити: «Мы помочились в постель. Виноваты мы, ладно, хозяин. Но почему же ты нам не дал ночного горшка?».
Богатство ночного горшка оценивалось в Риме как показатель престижа (например, золотой горшок Марка Антония).

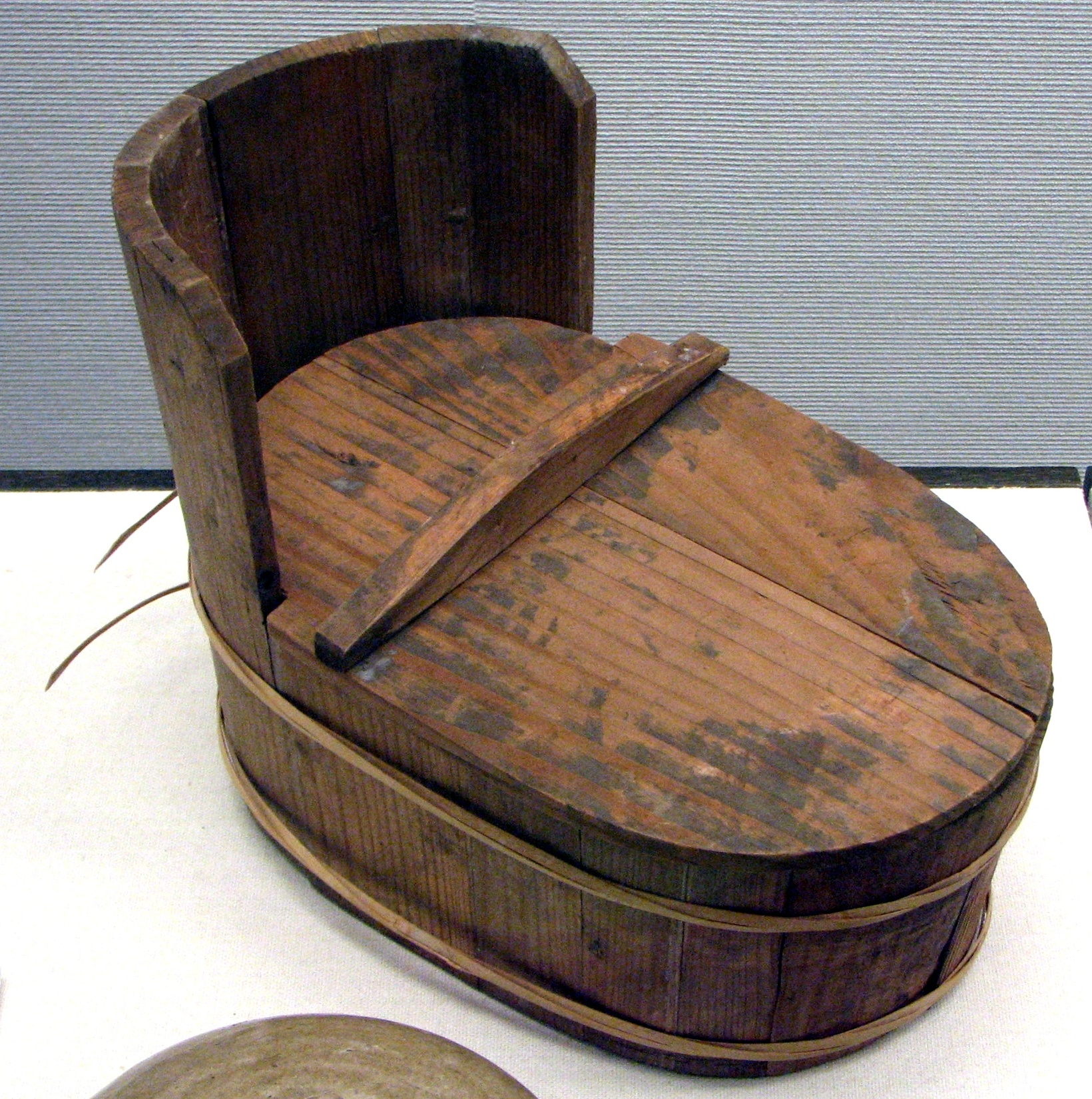
Японский ночной горшок периода Эдо

В дворцах японской аристократии по крайней мере с VII века использовали ночной горшок, устроенный как прямоугольный деревянный пенал с рукоятью, который заполняли золой или углём. До распространения отдельных туалетных комнат такие горшки использовали и днём, и ночью. С XIII века для использования горшков днём стали устраивать отдельно стоящий домик. В таком туалете было два горшка — деревянный ящик или глиняный горшок для большой нужды и керамический сосуд с хвоей для малой нужды (хвоя использовалась ради аромата и благозвучия).
Ночные горшки в зажиточных домах средневековой Европы украшались росписью и поучительными надписями, делались из меди, серебра, позднее — из фаянса, в бедных домах в качестве ночных горшков использовали обычную глиняную посуду. К началу XVI века ночной горшок приобрёл дошедшую до наших дней форму. Монаршие особы (в том числе и в России) пользовались ночными горшками, обитыми тканями.
Широко распространёнными (например, в Англии времен Шекспира) были недорогие глиняные горшки с цветной глазурью. Существовала возможность брать ночные горшки внаём для удобства гостей (например, при организации балов). До XVIII века пользование ночным горшком было менее интимным делом, чем впоследствии; для этого редко выделялись специальные комнаты, существовала традиция «королевских приёмов на горшке» (Франциск I, Екатерина Медичи, Людовик XIV), которой подражала часть знати.
Ночные горшки оставались привычным предметом обихода в городских домах и после начала постепенного распространения уборных комнат, изобретения в XVII—XVIII веках водосливного туалета и ватерклозета; до налаживания в европейских городах надзора за городской санитарией, включая запрет на строительство доходных домов без уборных, и появления систем канализации содержимое горшков, не дожидаясь телеги золотаря, зачастую выливалось прямо на улицу. В то же время в домах сельской бедноты вплоть до XIX века могли отсутствовать и туалет, и ночной горшок; могло такое случиться и в относительно благополучных домах и даже в гостиницах.
Особой разновидностью ночного горшка было бурдалю — женское подкладное судно (утка), которое можно было использовать, не снимая и даже не задирая одежды.

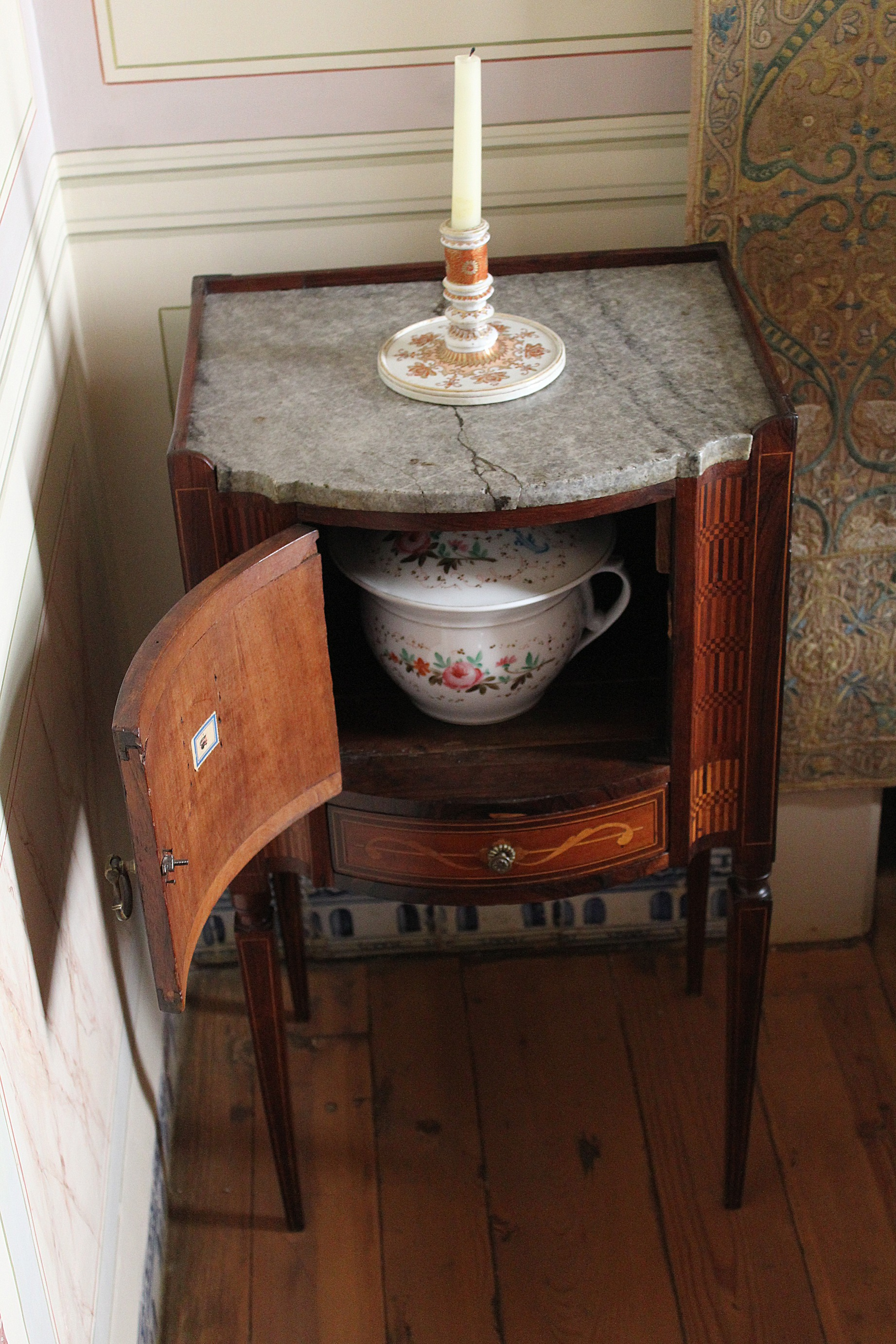
Ночной горшок в тумбе

Ночные горшки часто хранились в спальне под кроватью или в специальных футлярах и тумбах, могли использоваться и в отдельной комнате («клозете», «нужнике») — непосредственно или как составная часть стульчака (туалетного стула), а в богатых домах — как составная часть специального стула, так называемого ретирадного кресла или кресла-клозета. Разновидностью ночных горшков были стеклянные и фаянсовые мужские и женские «уринальные стаканы». В Англии существовало обыкновение держать ночные горшки в шкафчиках в столовой комнате; после трапезы женщины выходили из помещения, а мужчины доставали горшки и пользовались ими, что приводило в недоумение иностранцев. Для перевозки персональных ночных горшков (например, королевы Елизаветы I) предназначались специальные «ретирадные кареты».
С массовым распространением в городских жилищах ватерклозетов, а затем, с конца XIX века, и унитазов, ночные горшки начали постепенно выходить из обихода. Тем не менее, ночные горшки использовались и значительное время спустя (например — в штаб-квартире Черчилля времён ВМВ). К настоящему времени ночные горшки стали преимущественно детской принадлежностью.

### В России
В допетровской России участие в гигиенических процедурах принимали постельничие и спальники.
Согласно исследованию Ивана Забелина, царевич Пётр Алексеевич (будущий император Пётр I), получил свой первый горшок в пятимесячном возрасте. Впоследствии, до 11 лет (1683 г.), судно обновлялось ежегодно, на отделку шли сукно, червлёный атла́с и хлопчатобумажные ткани, кроме того, горшок отделывался золотым или серебряным галуном. В том же году для его брата, Ивана Алексеевича сделали три липовых горшка. Несколькими «дорожными суднами» (некоторые из них складывались наподобие чемодана) обладал Василий Шуйский: один из них представлял медную лохань, обитую красным сукном. Женщины также пользовались ночными горшками: 9 января 1648 г. Мария Милославская в качестве приданого на свадьбу получила горшок, обшитый красным сукном на хлопчатой бумаге и вышитое шёлком.
В петербургском Зимнем дворце ещё в XVIII веке не было туалетов как специальных комнат в сегодняшнем понимании (туалетными комнатами и уборными именовались комнаты, предназначенные для переодевания, причесывания и т. п.), ночные горшки находились в спальнях или маленьких служебных комнатах.
Горшками пользовались и дети, и взрослые; сохранились записи расходов на «ночной стул с принадлежностями к оному … и три лужёных горшка» для детей, на «починку и лужение ночных горшков» для гардеробной Николая I и «дорожное судно» для него же.
При Николае I после 1826 года началась постройка канализационных систем в императорских дворцах. В 1826 году в Александровском дворце Царского Села были сделаны два ватерклозета. При перестройке дворца после пожара 1837 года была проложена система канализации, устроены ватерклозеты, в 1860-х годах они были устроены и в помещениях прислуги. Однако ночными горшками и переносными туалетами с горшками во дворце пользовались вплоть до конца XIX века, так, в личных покоях Александра II и Александра III, в спальне императрицы Марии Александровны присутствовали «ночные шкафчики». Сохранилось «походное судно» императрицы Марии Александровны, представлявшее собой складное кресло с подушкой и замшевым сидением, снабжённое медным горшком с крышкой.

## В культуре
- Франческо Берни, «Капитоло о ночном горшке»[комм. 1][25]
- Бестер, Альфред, Ночная ваза с цветочным бордюром.
- Танидзаки, Дзюнъитиро, Романтическая ода ночному горшку. // Сб. «Мать Сигэмото» Повести, рассказы, эссе, 1984 г.; Изд-во: М.: Наука. Главная редакция восточной литературы

## Комментарии
1. ↑  Издание «Библиотека всемирной литературы» отмечает,
 что нарочито сниженной образностью, вниманием к предметам повседневного обихода, таким как ночной горшок, поэт выступает против традиции рафинированной поэзии